# 4956 Noymer
A 4956 Noymer (ideiglenes jelöléssel 1990 VG1) a Naprendszer kisbolygóövében található aszteroida. Robert H. McNaught fedezte fel 1990. november 12-én.